# Torbiel
Torbiel, cysta (łac. cystis) – patologiczna przestrzeń w obrębie organizmu, składająca się z jednej lub większej liczby komór wypełnionych płynem albo treścią galaretowatą. Wyróżnia się:
- torbiele prawdziwe – otoczone nabłonkiem;
- torbiele rzekome – powstałe wskutek nagromadzenia treści płynnej w obrębie innej tkanki, nieposiadające torebki nabłonkowej;
- torbiel krwotoczna – niepęknięty pęcherzyk Graafa, nie jest to poważna zmiana.